# Ignaz Döllinger
Ignaz Döllinger, född den 27 maj 1770 i Bamberg, död den 14 januari 1841 i München, var en tysk läkare. Han var far till Ignaz von Döllinger.
Döllinger blev 1794 professor i Bamberg, 1803 i Würzburg, 1823 i Landshut och 1826 i München. Han utarbetade på grundval av sina lärjungar Karl Ernst von Baers, Heinrich Christian Panders och Eduard d'Altons jämförande anatomiska och fysiologiska undersökningar en utvecklingslära. Han utgav Wert und Bedeutung der vergleichenden Anatomie (1814), Beiträge zur Entwicklungsgeschichte des Gehirns (1814), samt Grundzüge der Entwicklung des Zell-, Knochen- und Blutsystems (1842).